# Powellsville (Ohio)
Pour la ville située en Caroline du Nord, voir Powellsville.
Powellsville est un secteur non constitué en municipalité situé dans le comté de Scioto, dans l’État de l’Ohio, aux États-Unis.

## Histoire
Powellsville a été établie vers 1848 par William Powell et d’autres, et nommée d’après son fondateur. Un bureau de poste a été créé à Powellsville en 1860 et est resté en service jusqu'en 1906.